# 8299 Téaleoni
8299 Téaleoni eller 1993 TP24 är en asteroid i huvudbältet som upptäcktes den 9 oktober 1993 av den belgiske astronomen Eric W. Elst vid La Silla-observatoriet. Den är uppkallad efter den amerikanska skådespelerskan Téa Leoni.